# Organi stečajnog postupka
U organe stečajnog postupka spadaju: stečajni sudija, stečajni poverilac, skupština poverilaca i odbor poverilaca.

## Stečajni sudija
- Odlučuje o pokretanju prethodnog stečajnog postupka
- Utvrđuje da li postoji stečajni razlog i odlučuje o otvaranju stečajnog postupka
- Imenuje/razrešava stečajnog upravnika
- Odobrava troškove stečajnog postupka i obaveze stečajne mase pre njihove isplate
- Određuje iznos preliminatne i konačne neknade troškova i nagrade za stečajnog upravnika
- Odlučuje o prigovorima na rad stečajnog upravnika
- Razmatra predlog plana reorganizacije i održava ročište za razmatranje ili ga odbacuje
- Potvrđuje usvajanje plana/konstatuje da nije usvojen
- Donosi rešenje o glavnoj deobi stečajne mase
- Druge odluke/radnje u vezi sa stečajem

## Stečajni upravnik
Imenuje se rešenjem o otvaranju prethodnog stečajnog postupka/rešenjem o pokretanju stečaja. To je lice koje ispunjava uslove i ima licencu koja važi 3 godine i time stiče status preduzetnika. Ne može biti lice koje je osiđivano za određena KD, ima sukob interesa sa stečajnim dužnikom, ili je na drugi način povezano sa stečajnim dužnikom.
Preuzima funkciju organa upravljanja/vlasnika stečajnog dužnika
- Sve potrebne mere za zaštituimovine stečajnog dužnika
- Sastavlja predračun troškova i vremenski plan postupka
- Ažurira knjigovodstvenu evidenciju do dana otbaranja stečajnog postupka
- Sastavlja početni bilans stečaja i poreski bilans sa stanjem na dan otvaranja i zatvaranja postupka
- Obaveštava banke gde stečajni dužnik ima račune radi blokade računa i raspolaganje sa njima samo po njegovom nalogu/ovlašćenju
- Na teret stečajne mase osigurava imovinu stečajnog dužnika u sporazumu sa sudijom
- Okončava započete, a neizvršene poslove stečajnog dužnika
- Zapošljava određena lica i vrši nadzor nad radom zaposlenih
- Sa sudijom utvrđuje visinu, osnovanost i prioritet prijavljenih potraživanja
- Stara se o realizaciji potraživanja i unovčenju stvari iz stečajne mase
- Sastavlja nacrt za glavnu deobu i za završni stečajni bilans
- Izvršava isplate poveriocima
- Saziva sastanke poverilaca
- Zastupa stečajnog dužnika
- On je ovlašćeni zastupnik stečajne mase
- Obaveštava registre radi upisa u vezi sa stečajnim postupkom
- Uzima kredite, uz davanje obezbeđenja i saglasnost odbora poverilaca
- Podnosi izvestaje sudiji, organizaciji za nadzor i odboru poverilaca
- Daje mišljenje o planu reorganizacije koje on ne podnosi

On je stručan organ. Dužan je da svoju funkciju vrši stručno. Odgovara za štetu koju nanese svojom krivicom (namerno ili krajnjom nepažnjom). On je organ stečajnog dužnika, organ stečajne mase i organ suda. Ima imovinsku odgovornost i obavezu osiguranja od profesionalne odgovornosti sa propisanom osiguranom sumom. Ima pravnu poziciju preduzetnika - neograničena odgovornost svojom imovinom. Odgovara i statusno može se razrešiti. Nadzor nad njegovim radom vrši ovlašćena stručna organizacija koja može izreći opomenu, javnu opomenu, novčanu kaznu ili oduzimanje licence.

## Skupština poverilaca
Formira se najkasnije na prvom poverilačnom ročištu. Čine je svi neobezbeđeni stečajni poverioci (mogu i svi poverioci sa obezbeđenim potraživanjem, ali sa pravom glasa do visine potraživanja za koju učine verovatnim da nisu obezbeđenje za njih se pojavljuju kao neobezbeđeni). Sednice na predlog stečajnog sudije ili poverilaca sa 1/5 potraživanja.
Prvo poverilačko ročište, najkasnije u roku od 40 dana od otvaranja stečajnog postupka. Poverioci glasaju srazmerno visini potraživanja. Odlučuje se sa 2/3 većinom: o nastavljanju putem reorganizacije ili bankrotstva; bira i opoziva odbor poverilaca; razmatra izveštaje stečajnog upravnika; razmatra izveštaje odbora poverilaca. Ako nema više od 5 poverilaca onda imaju položaj odbora poverilaca.

## Odbor poverilaca
Čini ga maksimalno 9 članova. Bira ih i razrešava skupština poverilaca iz reda poverilaca bez obzira na visinu potraživanja. Sami biraju predsednika. Sednicama prisustvuje i stečajni upravnik (bez prava glasa). Odlučuje većina od ukupnog broja članova.
Odbor poverilaca
1. Pregleda knjige i dokumentaciju
2. Daje mišljenje o stečajnom upravniku, o načinu unovčenja imovine
3. Daje saglasnost na sve važnije poslove od važnosti za imovinu
4. Mišljenje u vezi sa nastavljanjem započetih poslova
5. Razmatra izveštaje stečajnog upravnika
6. Izveštava skupštinu poverilaca o svom radu

Imaju pravo na naknadu stvarnih i korisnih troškova. Odgovaraju za štetu koju prouzrokujunamerno ili krajnjom nepažnjom.

## Reorganizacija privrednog društva- alternativa stečaju
Cilj da se napravi plan reorganizacije (poslovno pravni aranžman sa poveriocima) koji će prihvatiti sud, da bi se stečajni dužnik spasio. Reorganizaciji se pristupa kada su ispunjeni uslovi za otvaranje stečajnog postupka.
Plan reorganizacije je ponuda stečajnog dužnika poveriocimna ili poverilaca stečajnom dužniku ili vlasnika društva poveriocima. Plan reorganizacije sadrži:
- Opis mera za realizaciju plana
- Visinu iznosa/imovine koji će služiti za namireje prema isplatnom redu
- Postupak za izmirenje potraživanja i rokove
- Opis postupka prodaje imovine i svrhu korišćenja prihoda od prodaje
- Rokove za izvršenje plana
- Iznos naknade za rad stečajnog upravnika, spisak članova organa upravljanja i naknade
- Finansijske izveštaje, bilans stanja i uspeha za prethodnih 5 godina
- Finansijske projekcije i izveštaj o novčanim tokovima za period izvršenja plana reorganizacije
- Detaljnu listu poverilaca sa podelom na klase poverilaca
- Procena novčanog iznosa koji se očekuje od prodaje imovine
- Datum početka reorganizacije i rok sprovodjenja

Moguće je sprovesti sledeće mere za reorganizaciju plana:
- Prodaja imovine iz stečajne mase ili prenos na ime izmirenja potraživanja
- Namirenje potraživanja
- Unovčenje na ime namirenja
- Zatvaranje neporofitabilnih organaka
- Promena delatnosti
- Predviđanje otplate u ratama, izmena rokova dospelosti, kamatnih stopa
- Otpust dugova
- Davanje imovine u zalogu
- Pretvaranje potraživanja u trajni kapital
- Zaključivanje ugovora o zajmu, kreditu
- Osporavanje i pobijanje potraživanja koja nisu pravno valjana
- Otpuštanje zaposlenih/angažovanje drugih lica
- Promene pravne forme
- Statusne promene
- Poništavanje izdatih hartija od vrednosti i izdavanje novih
- Izjava o preuzimanju duga, preuzimanju ispunjenja, pristupanje dugu

Podnošenje plana reorganizacije istovremeno sa predlogom za otvaranje stečajnog postupka treba da ima unapred pripremljen plan reorganizacije. Stečajni sudija u roku od 3 dana od podnošenja zakazuje ročište za odlučivanje o predlogu i poziva sve poznate poverioce. Ročište se mora održati u roku koji je predviđen za prethodni postupak (koji traje minimun 30, a maksimalno 45 dana, a može se produžiti za još 15 dana). Stećajni sudija objavljuje oglas o pokretanju prethodnog postupka (sl.glasnik, oglasna tabla suda i jos 3 visokotiražna dnevna lista). Može da imenuje i privremenog zastupnika tj. Privremenog stečajnog upravnika. Ako se na ročištu usvoji plan reorganizacije, on istovremeno sa rešenjem:
- Otvara stečajni postupak
- Potvrđuje usvajanje plana
- Obustavlja stečajni postupak

Ako se plan ne usvoji, rešenjem se odbija predlog za otvaranje stečajnog postupka.
Zatim sledi podnošenje plana nakon otvaranja stečajnog postupka. Ovaj plan mogu podneti: stečajni dužnik, stečajni upravnik, poverioci koji imaju minimum 30% potraživanja od ukupnih dugova stečajnog dužnika i ortaci/članovi/akcionari sa 30% udela/osnovnog kapitala. Plan se može podneti u roku od 90 dana od otvaranja stečajnog postupka, s´tim da ga stečajni sudija može produžiti za još 60 dana, pa za još 60 dana uz saglasnost odbora poverilaca. Stečajni sudija u roku od 20 dana od podnošenja plana zakazuje posebno ročište i poziva sva zainteresovana lica. Potraživanja poverilaca dele se na klase po osnovu njihovih razlučnih prava i prava prioriteta, prema isplatnim redovima. Plan reorganizacije se smatra usvojenim u jednoj klasi poverilaca ako ga prihvate poverioci koji imaju većinu potraživanja u odnosu na ukupna potraživanja u toj klasi. Ali ovako mora da se prihvati plan u svakoj klasi da bi se smatrao usvojenim. Klasa poverilaca čija potraživanja prema planu treba da budu u potpunosti namirena ne glasa.
Ako se ne usvoji nijedan plan, stečajni sudija ostavlja dopunski rok od 30 dana za podnošenje novog plana reorganizacije. Ako se ni taj novi plan ne usvoji otvara se postupak prestanka stečajnog dužnika (bankrotstvo). Dejstva usvojenog plana
- Ima snagu izvršne isprave prema svojim poveriocima koji su navedeni u njemu, ali nema na potraživanje poverilaca prema jemcima, solidarnim dužnicima...
- Iz poslovnog imena briše se oznaka ˝u stečaju˝

Izvršenjem plana prestaju sva potraživanja poverilaca iz stečajnog postupka, a vlasnici kapitala ponovo stiču vlasnička prava. U slučaju ne postupanja po planu , na zahtev bilo kog lica koje ima pravni interes, sud može da naloži mere za otklanjanje ne postupanja po planu reorganizacije. Stečajni sudija može obustaviti primenu plana reorganizacije i doneti rešenje o započinjanju bankrotstva ako utvrdi da je stečajni dužnik izdejstvovao usvajanje plana na prevaren i nezakonit način, ako dužnik postupa suprotno planu i ako dužnik ne sarađuje sa stečajnim organima ili ne ispunjava naloge stečajnog sudije.
Pravna priroda:
- Za one koji su glasali za plan – to je ugovor
- Za one koji su bili protiv – to je sudski akt i prinudno je

## Spoljašnje veze
- Zakon o stečajnom postupku
- Pravilnik o osnovama i merilima ya određivanje nagrade za rad i naknade troškova stečajnih upravnika